# Hugues-Wilfried Dah
Hugues-Wilfried Hamed Dah (Bobo-Dioulasso, 10 luglio 1985) è un calciatore burkinabé, attaccante dell'EGS Gafsa e della Nazionale burkinabé.

## Carriera

### Nazionale
Ha partecipato alla Coppa d'Africa del 2013, nella quale la sua nazionale è stata tra l'altro finalista perdente. Tra il 2012 ed il 2014 ha giocato complessivamente 4 partite in nazionale.

## Palmarès

### Club

#### Competizioni nazionali
- Burkinabé Premier League: 1

ASFA-Yennenga: 2006
- Campionato gabonese: 1

FC 105 Libreville: 2007
- Supercoppa del Gabon: 1

FC 105 Libreville: 2007
- Campionato camerunese: 1

Cotonsport Garoua: 2008
- Coppa del Camerun: 1

Cotonsport Garoua: 2008